# Epitonium scalare
Epitonium scalare (nomeada, em inglês, precious wentletrap ou staircase shell e, em português, escalária-preciosa) é uma espécie de molusco gastrópode marinho pertencente à família Epitoniidae. Foi classificada por Linnaeus, com a denominação de Turbo scalaris, em 1758, na obra Systema Naturae. É nativa das costas do sul do Japão e Taiwan ao sudoeste do oceano Pacífico (Filipinas e Indonésia) e no oceano Índico (do Mar Vermelho até Madagáscar e África do Sul); considerada a espécie-tipo de seu gênero.

## Descrição da concha e habitat
Concha leve, com oito ou nove voltas bem arredondadas e frouxamente enroladas, conectadas umas às outras por costelas finas e semelhantes a varizes, com até sete centímetros de comprimento em sua totalidade. A separação de suas voltas é tão completa que não há sutura (junção de uma volta com a outra), como no caso da maioria das conchas de espiral, univalves. Suas costelas têm a aparência de uma gaiola branca, com abertura branca, envolvendo as espirais brilhantes de cor rosa pálida ou bege, como os degraus de uma escadaria em espiral (daí provindo sua denominação de espécie: scalare).

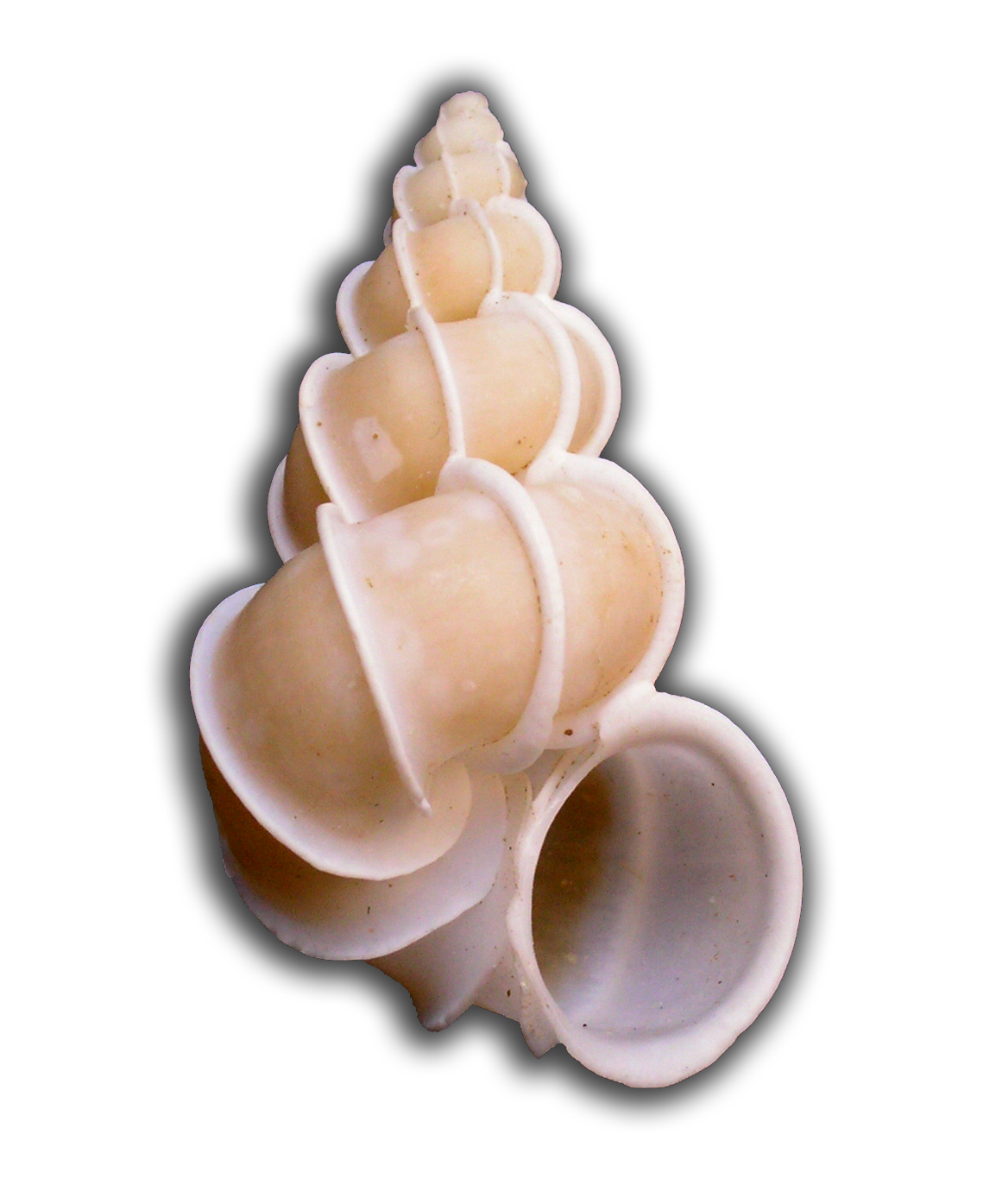
Uma concha de E. scalare. Ela possui uma estrutura consistindo de abas, anéis-axiais ou alas, conhecidas como costelas. As costelas são uma característica marcante e muito comum na família Epitoniidae, de espiral cônico-pontiaguda.

É encontrada em águas rasas da zona entremarés, até profundidades de quase 30 metros.

## Utilização deEpitonium scalarepelo Homem
Conchas de Epitonium scalare são conhecidas por ser atrativas ao colecionismo, com os primeiros colecionadores europeus, no século XVIII, as valorizando acima dos rubis e pagando altos valores por um espécime. No auge de sua popularidade, no século XIX, esta espécie custava várias centenas de libras, cada exemplar, e supostamente foi tão procurada que artesãos chineses as falsificaram, usando farinha de arroz em pasta; com a fraude sendo descoberta apenas quando se lavavam tais "conchas" em água. O imperador Francisco I, marido de Maria Teresa, pagou 4.000 florins por um espécime não-falsificado. Elas ocuparam um lugar de destaque nos armários da imperatriz Catarina da Rússia e da rainha da Suécia. Embora não sejam mais considerados itens raros, ainda são muito admiradas, e espécimes belos são cobiçados, como sempre; mas seus preços, hoje em dia, são uma fração modesta do que foram em épocas anteriores.

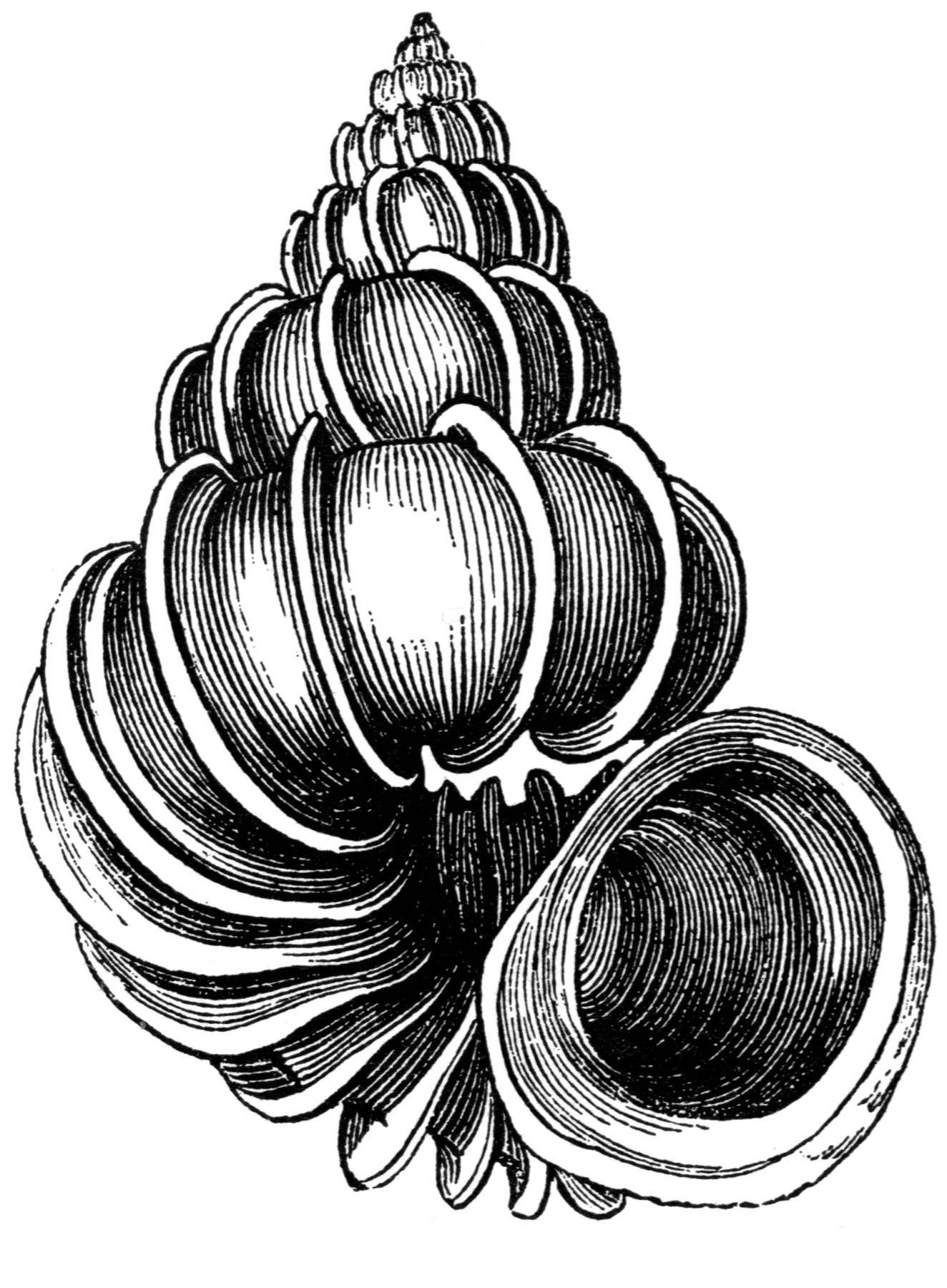
Ilustração da concha de E. scalare, feita por William Charles Linnaeus Martin e publicada na obra Pictorial Museum of Animated Nature (1848-1849).